# کروز دل اژه
کروز دل اژه (به اسپانیایی: Cruz del Eje) یک منطقهٔ مسکونی در آرژانتین است که در بخش کروز دل اژه واقع شده‌است. کروز دل اژه ۳۰٬۶۸۰ نفر جمعیت دارد و ۴۴۹ متر بالاتر از سطح دریا واقع شده‌است.